# Équipe cycliste Rokado
L'équipe cycliste Rokado est une équipe allemande de cyclisme sur route, qui a existé de 1972 à 1975. Son sponsor Rokado était une entreprise de fabrication de sommiers à lattes (métal ou bois). L'entreprise fut rachetée en 1994 par le groupe Recticel (de).

## Histoire de l'équipe

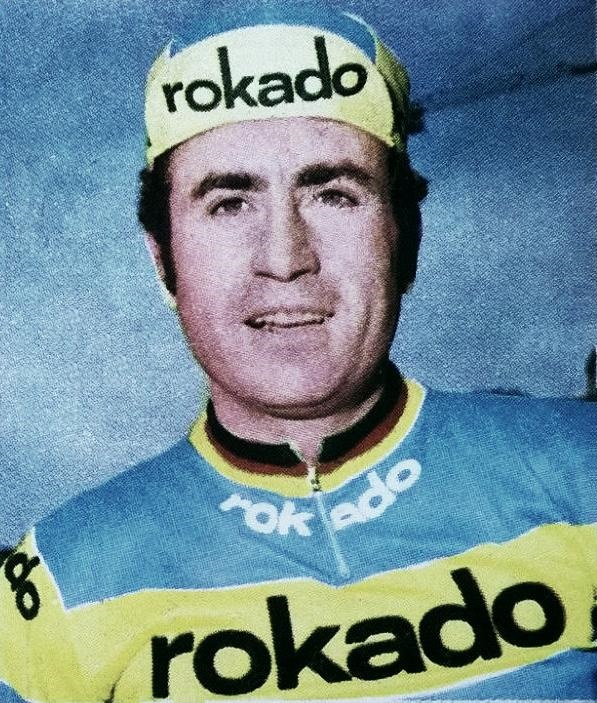
Lucien Aimar chez Rokado en 1972.

Lors de la saison 1972, elle a à sa tête en tant que directeur sportif, Florent Van Vaerenbergh ; elle est alors essentiellement composée de coureurs allemands, mais elle compte dans ses rangs quelques coureurs étrangers, dont l'ancien vainqueur français du Tour de France, Lucien Aimar. 
La même année, Harry Janssen est contrôlé positif et suspendu un mois. En 1973, Jean de Gribaldy devient le fournisseur en cycles de la formation ; Jean de Gribaldy parvient cette année-là à attirer dans l'équipe un autre ancien vainqueur français du Tour de France, Roger Pingeon (Aimar n'est alors plus dans l'équipe). En 1973, l'équipe, dirigée par Guillaume Driessens, est essentiellement constituée de coureurs allemands et belges, dont Herman Van Springel qui décroche le maillot vert du Tour de France 1973,. En 1974, l'effectif se réduit à quatorze coureurs et le directeur sportif est Rolf Wolfshohl. En 1975, Rolf Wolfshohl reste directeur sportif ; il est assisté par Wim Poot.

## Principales victoires

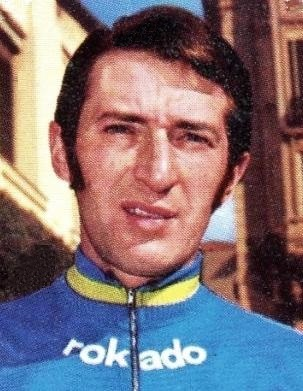
Roger Pingeon chez Rokado (1973).

### Classiques
- Grand Prix de Francfort: Gilbert Bellone (1972), Georges Pintens (1973)
- Paris-Tours: Rik Van Linden (1973)
- Flèche wallonne: André Dierickx (1975)

### Courses par étapes
- Tour de Suisse : Louis Pfenninger (1972)
- Tour d'Andalousie : Georges Pintens (1973)

## Résultats sur les grands tours
| - Tour d'Italie - 2 participations (1973, 1974) - 4 victoires d'étapes - 4 en 1973 : Gustaaf Van Roosbroeck, Gerben Karstens, Rik Van Linden (2) - 0 classement annexe | - Tour de France - 2 participations (1972, 1973) - 0 victoire d'étape - 1 classement annexe - Classement par points : 1973 (Herman Van Springel) | - Tour d'Espagne - 1 participation (1973) - 1 victoire d'étape - 8 en 1973 : Pieter Nassen (2), Gerben Karstens (4), Rik Van Linden (2) - 0 classement annexe |